# Yves Devernay
Yves Devernay (Tourcoing, 9 maggio 1937 – Tourcoing, 10 dicembre 1990) è stato un organista e compositore francese.
Allievo di Jeanne Joulain al conservatorio di Roubaix, nel 1958 entrò nel conservatorio di Parigi sotto la guida di Rolande Falcinelli, dopo un breve periodo passato al conservatorio di Lille. Ottenne il Primo premio in organo ottenuto nel 1971 a Chartres insieme a Daniel Roth (attuale organista della chiesa di Saint Sulpice a Parigi).
Professore d'organo nei conservatori di Roubaix e Valenciennes, è stato anche un organista virtuoso dotato di una tecnica eccezionale. Nominato nel 1985 organista titolare della Cattedrale di Notre-Dame de Paris assieme ad Olivier Latry, Philippe Lefèbvre e Jean-Pierre Leguay, al seguito della morte di Pierre Cochereau (1924-1984) è stato titolare ugualmente degli organi della chiesa di Saint-Christophe de Tourcoing dal 1965. Morì improvvisamente il 10 dicembre 1990, nonostante ciò aveva tenuto il suo ultimo concerto il 2 dicembre. Yves Devernay aveva dichiarato di "respirare" con l'organo di Notre Dame tanto da essere interessato al progetto di restauro (1989-1992) dopo le modifiche di Jean Hermann e Robert Boisseau sotto i gusti di Pierre Cochereau. Il 10 dicembre 2010, un ricordo commemorativo in sua memoria è stato depositato nell'entrata del cimitero del comune di Mouvaux dove lui riposa.